# Диссидент (фильм)
«Диссиде́нт» — советская психологическая кинодрама 1988 года молдавского кинорежиссёра Валерия Жереги производства киностудии «Молдова-фильм». 
Премьера — июль 1989 года.

## Сюжет
Герой фильма — провинциальный художник, режиссёр, писатель, радиожурналист. Не сумев пробиться со своим сценарием в советский кинематограф и не видя возможности реализовать свои творческие способности в СССР из-за цензуры и застоя, он уезжает по вызову на Запад. Туда, где нет помех творчеству. Казалось, что там он сможет самореализоваться. И действительно, вскоре начинаются съёмки фильма по его сценарию. Но одновременно начинаются и проблемы…
Картина с многозначным названием «Пасха» получается совсем не такой, какой задумывалась автором. К его словам про то, что пол в доме должен быть гнилой, люди небриты, а водку следует пить из горла — никто не прислушивается.
Разочаровавшись в Западе, герой «Диссидента» возвращается на родину. Привезя с собой новенькую видеотехнику, он начинает самостоятельно снимать фильм. Такой, какой задумывал. Про Любовь, Жену и себя между ними. Казалось, теперь ему не сможет помешать никто. Фильм снимается так, будто всё происходит на самом деле. В итоге Любовь устраивает истерику, а беременная Жена требует развода…
В самом конце картины видеофильм, который диссидент всё-таки снял до конца, показывают в клубе, прямо во время дискотеки, в перерыве между песнями. Вот только его никто не смотрит, он никому не интересен и не нужен. Кого теперь винить в неудаче? «Зловредную» систему? Окружающих? Самого себя?…

## В ролях
| Актёр              | Роль                              |
| ------------------ | --------------------------------- |
| Евгений Дворжецкий | Автор                             |
| Ирина Апексимова   | жена Автора                       |
| Людмила Бородина   | любовь Автора                     |
| Вацлав Дворжецкий  | отец Автора                       |
| Маргарита Терехова | редакторша                        |
| Ференц Бенце       | падре (озвучивание Леонид Марков) |
| Ликэ Саинчук       | друг                              |
| Андрей Дворин      | музыкант                          |
| Вероника Лунгу     | режиссер                          |
| Валентин Белоногов | эмигрант                          |
| Михаил Бадикяну    | фермер                            |

## Съёмочная группа
- Авторы сценария — Валериу Жереги и Сергей Акчурин
- Режиссёр — Валериу Жереги
- Оператор — Валентин Белоногов
- Композитор — Ион Алдя-Теодорович
- Художник — Виталие Рошка
- Художник по гриму — Николай Пономаренко